# We Are Not in Kansas Anymore
We Are Not in Kansas Anymore ist ein Jazzalbum der Band Kansas Smitty’s von Giacomo Smith. Die um 2021/22 entstandenen Aufnahmen erschienen am 21. Oktober 2022 auf Ever Records.

## Hintergrund
We Are Not in Kansas Anymore ist (nach Things Happened Here und Plunderphonia) das fünfte Album der Band Kansas Smitty’s [House Band] unter der Leitung des US-amerikanisch-italienischen Altsaxophonisten und Klarinettisten Giacomo Smith. In seiner Band spielen u. a. der Pianist Joe Webb, der Bassist Ferg Ireland und Will Cleasby am Schlagzeug. Der Titel des Albums deutet laut den Liner Notes den Beginn einer stilistischen Neuausrichtung von Kansas Smitty’s bislang stark Swing-orientierten Musik an, in der sich inzwischen auch Spielformen von Modern Jazz, afrikanischen Rhythmen und Filmmusik finden.

## Titelliste
- Kansas Smitty’s: We Are Not in Kansas Anymore (Ever Records)

1. Bokeh 4:58
2. Sunday Davidson 5:48
3. Face in the Crowd 4:28
4. Ghosts 5:09
5. Cha U Kao 4:15
6. Skyline 6:31
7. Memory Palace 4:38
8. Foxes 3:35
9. The Carpenter 3:40

Die Kompositionen stammen von Giacomo Smith.

## Rezeption
Diese Musik namens Jazz bringe ohne Unterlass Fabelhaftes hervor, meinte Andreas Müller im RBB-Sender Radio Eins. Kansas Smitty’s sei das Vehikel des Holzbläsers Giacomo Smith, der diesmal Afrobeat und verschrobenen Blues als Blaupausen für seine Kompositionen nutzen würde. Herausragend sei nicht nur das spielerische Können seiner Band (der für diese Aufnahme auch das Trompetenwunder Laura Jurd angehöre), sondern auch der rohe Sound, der für eine ganz besondere Wucht sorge.